# Laois (hrabstwo)
Hrabstwo Laois (irl. Contae Laoise), często nazywane Laoighis lub Leix – hrabstwo w środkowej Irlandii, w prowincji Leinster. Jego stolicą jest Portlaoise (początkowo Maryborough).

## Historia
Hrabstwo stworzyła w 1556 Maria I Tudor jako Hrabstwo Królowej, Laois otrzymało swoją współczesną irlandzką nazwę po wojnie o niepodległość. Nazwa bazuje na dawnej irlandzkiej nazwie lokalnego plemienia zachodniego Leinsteru i jego niewielkiego królestwa Loígis, przez Anglików zwanego Leix (jego zakres był większy niż hrabstwa Laois). Nazwa Leix była także używana później.
Laois było obiektem kilku kolonizacji. Pierwszej, gdy była to część Królestwa Leinsteru, dokonali angielscy Normanowie w 1169–71 - był to początek angielskiej kolonizacji Irlandii, gdy twierdza Rock of Dunamasse weszła w skład wiana Aoife, córki króla Leinsteru Dermota MacMurrough dla normańskiego wodza Strongbowa. Druga  miała miejsce w 1556, kiedy to Lord Sussex odebrał te ziemie klanowi O'Moore i zaczął zasiedlać je Anglikami. Jednakże doprowadziło to jedynie do przewlekłych konfliktów w hrabstwie i pozostania skromnej angielskiej społeczności skupionej wokół garnizonów. Ostatnia kolonizacja miała miejsce w XVII wieku, rozbudowała ona istniejącą angielską społeczność o wielu posiadaczy ziemskich i dzierżawców z Anglii. Po wojnie dziewięcioletniej Hrabstwo stało się też domem dla wielu francuskich hugenotów w okolicach roku 1690, zostali oni osiedleni w Irlandii po swojej służbie dla Wilhelma III Orańskiego.

## Miasta i wioski hrabstwa Laois
- Abbeyleix, Aghaboe
- Ballaghmore, Ballickmoyler, Ballinakill, Ballyfin, Ballylynan, Ballyroan, Borris-in-ossory
- Clonenagh
- Donaghmore, Durrow
- Emo
- Mountmellick, Mountrath
- Portarlington, Portlaoise
- Raheen, Rathdowney, Rosenallis
- Stradbally
- Timahoe
- Vicarstown